# Alabama Slim
Alabama Slim (Vance, Alabama, 1939. március 29. –) amerikai bluesénekes, gitáros, szövegszerző. Alabama Slim a New Orleans-i blueszenészek egyik csillaga. A csaknem hét láb magas zenész átütő erővel játszik, nem különösen törődve a zenei szabályokkal, amikor saját nagyszerű dalait előadja.

## Pályafutása
Vance-ben, Alabama államban született. Apja vasúti munkás volt, anyja a háztartásban dolgozott. A szüleinek volt egy lemezjátszója és néhány 78-as fordulatszámú lemezzel. Big Bill Broonzy és Lightnin' Hopkins dalait hallgatta: „Gyerekkorom óta bluest hallgatva nőttem fel, a nyarakat a nagyszüleimmel töltöttem, akiknek farmjuk volt. Az öregek nyögtek munka közben, és én nyögni kezdtem velük. Ott tanultam meg énekelni.”A kezébe kerülő zeneszerszámokon kezdett játszani.
1965-ben New Orleansba költöztek. Kezdetben egy költöztető cégnél dolgozott, majd egy étolajat gyártó cégnél kapott munkát. Összetalálkozott majd összebarátkozott unokatestvérével, Little Freddie King gitárossal, aki tartós hatással volt későbbi életére.
Slim az 1970-es évekig éjszaka is játszott. "Az unokatestvérem, Freddie King keményen ivott akkoriban, persze vele én is. Időnként jammeltünk... Freddie mindig ellenőrzött engem. Az 1990-es évekre összeszedtem magam, és azóta is a legjobb barátok vagyunk..."
Alabama Slim állandó szereplője lett a New Orleans-i blues helyszíneknek feltűnően hosszúra szabott öltönyében.
2005-ben, amikor a Katrina hurrikán lecsapott New Orleansra és környékére, Slim segített Freddie Kingnek az evakuálásukban és az átköltözésben Dallasba. A régi dalok rendezésével és új anyagok megírásával töltötték az időt. Később visszatértek New Orleansba, tapasztalataikat beépítve az átélt események által befolyásolt dalokba. Tim Duffy, (a Music Maker vezetője) találkozott Kinggel és bemutatták Slimnek. 2006-ban felvették a The Mighty Flood című lemezt.
A Music Maker segített Slimnek turnék megszervezésében, valamint a Music Maker Blues Revue-vel Franciaországban, Belgiumban, Svájcban, Spanyolországban és az Egyesült Királyságban is koncerteztek. Aztán Slim a New York-i Lincoln Centerben, valamint a Telluride Blues & Brews Fesztiválon, a Roots N Blues N BBQ-n, és 2020-ban a New Orleans-i Jazz & Heritage Festivalon is fellépett.
2019-ben Slim, King, valamint a dobos és lemezproducer, Ardie Dean négyórás felvételt készített velük a New Orleans-i Parlor nevű stúdióban. A stúdióról elnevezett The Parlor című filmet Dean készítette Tim Duffyval és feleségével, Denise-sel. Az album pedig 2021 januárjában jelent meg.

## Albumok
- 2007: The Mighty Flood
- 2010: Blue & Lonesome
- 2013: Ironing Board Sam With Alabama Slim And Robert Lee Coleman
- 2021: The Parlor